# L'Étoile du Nord

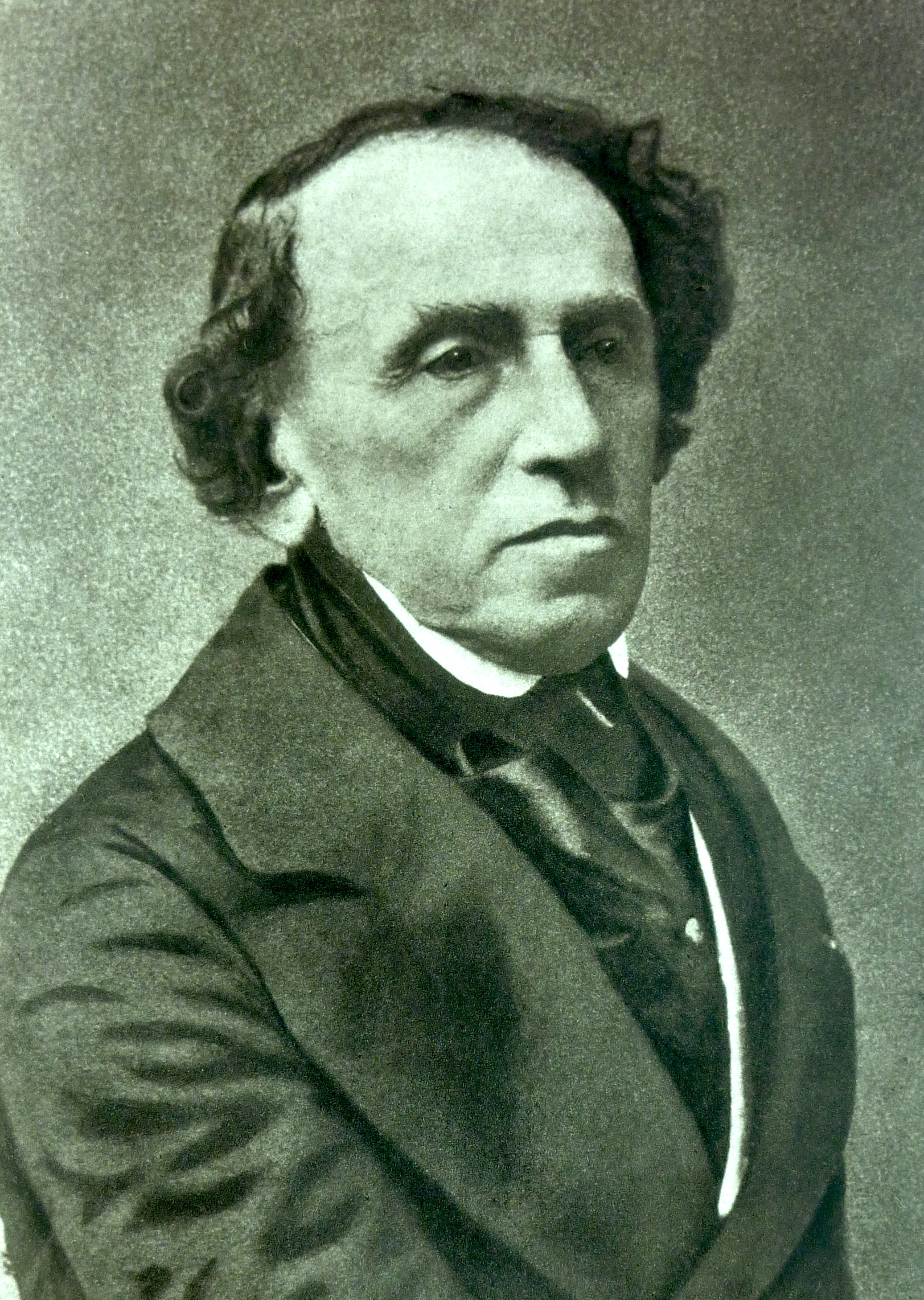
Giacomo Meyerbeer

L'Étoile du Nord (Nordens stjärna) är en opéra comique i tre akter med musik av Giacomo Meyerbeer och libretto av Eugène Scribe. Den hade premiär den 16 februari 1854 på Opéra-Comique i Paris.
Mycket av musiken och i viss mån en del av handling (där flöjtisten Fredrik den store ersattes av flöjtisten Peter den store) härstammade från Meyerbeers tidare sångspel Ein Feldlager in Schlesien (1844). Men det finns också några utmärkande skillnader där kanske den största är att det faktiskt var tillåtet att låta Peter den store delta i handlingen vilket inte hade varit fallet med Fredrik den store, som var tvungen att spela flöjt bakom scenen eftersom det inte var tillåtet att på scen porträttera delar av den preussiska kungafamiljen vid premiären i Berlin. Peter den store gör mer än bara vara en del i handlingen då han i slutet blir den romantiske hjälten.
Liksom kompositörens andra lyriska verk sjönk L'Étoile du Nord snart i glömska och av de sex operor som komponerades för Paris är det förmodligen den som var minst spelad.

## Historia
Meyerbeer och hans librettist Eugène Scribe hade gjort stor succé på Parisoperan med sina franska grand opéras. Efter den enorma framgången med Profeten 1849 inbjöd Émile Perrin, operachef på Opéra-Comique, Meyerbeer att komponera ett verk i samma genre för sin teater. Meyerbeer hade länge velat försöka sig på att skriva en typisk fransk opéra comique och han beslöt för det ändamålet att omvandla sitt tyska Sångspel Ein Feldlager in Schlesien, framfört i Berlin 1844. Ein Feldlager in Schlesien, som var en hyllning till den regerande dynastin Hohenzollern i Berlin och dess namnkunniga förfader Fredrik den store, hade redan en gång förut bearbetats till Wien med titeln Vielka 1847 - då Wien var huvudstad i det habsburgska kejsardömet hade en glorifiering av ätten Hohenzollern inte var lämpligt.
Meyerbeers ärvda förmögenhet och hans åtaganden som hovkompsitör hos kung Fredrik Vilhelm IV av Preussen innebar att det inte var någon brådska att fullborda operan, och både han och Scribe arbetade med verket i mer än fyra år innan premiären. Direkt efter premiären av Profeten den 16 april 1849 påbörjade han arbetet med det nya librettot som då hade titeln L’Impératrice: den andra akten var klar den 10 juli, den tredje den 16 juli och den första slutfördes den 31 juli. Meyerbeer brukade arbeta med ett nytt projekt så snart det föregående var klart och han började komponera på tåget som tog honom från Paris till en österrikisk kurort.
Under de följande fyra åren komponerade Meyerbeer på librettot, som under tiden ändrade sin titel: från La Cantinière den 1 augusti 1849, till La Vivandière den 20 nov 1849, och fick inte sin definitiva titel L'Étoile du Nord förrän den 5 oktober 1850. I september 1852 bad kompositören Scribe att anpassa sitt libretto för att lättare kunna återanvända fragment av musik från Ein Feldlager i Schlesien. Om den ursprungliga idén var att ta bitar från Feldlager, kom Meyerbeer slutligen bara att använda sig av några få, vilka begränsades till ouvertyren, den bohemiska handlingen i första akten, militärsångerna, de sammansvurnas kör och en del av finalen i den andra och i den tredje. De sista revideringarna av partituret gjordes mellan november 1852 och augusti 1853.
Peter den store reste verkligen genom Västeuropa under det antagna namnet "Peter Michailov" och arbetade under en tid inkognito på varv i Deptford, Zaandam och Karelen som skeppsbyggare. Hans andra hustru Katarinas härstamning är dunkel; hon arbetade en tid som tjänarinna och verkar ha haft kopplingar till den ryska armén, vilket passade in i librettots byte från Fredrik den store till Peter den store. Tsarens äventyr som skeppsbyggare hade allaredan tjänat som bas för otaliga komiska operor däribland Pierre le Grand (1790) av Grétry, Die Jugendjahre Peter des Großen (1814) av Weigl, Il falegname di Livonia (1819), Il borgomastro di Saardam (1827) av Donizetti och Tsar och timmerman (1837) av Albert Lortzing, de två senare verken är hämtade från pjäsen Le Bourgmestre de Saardam, ou Les Deux Pierre skriven av Mélesville, Jean-Toussaint Merle och Eugène Cantiran de Boirie och uruppfördes på Théâtre de la Porte-Saint-Martin 1818.

## Uppförandehistorik

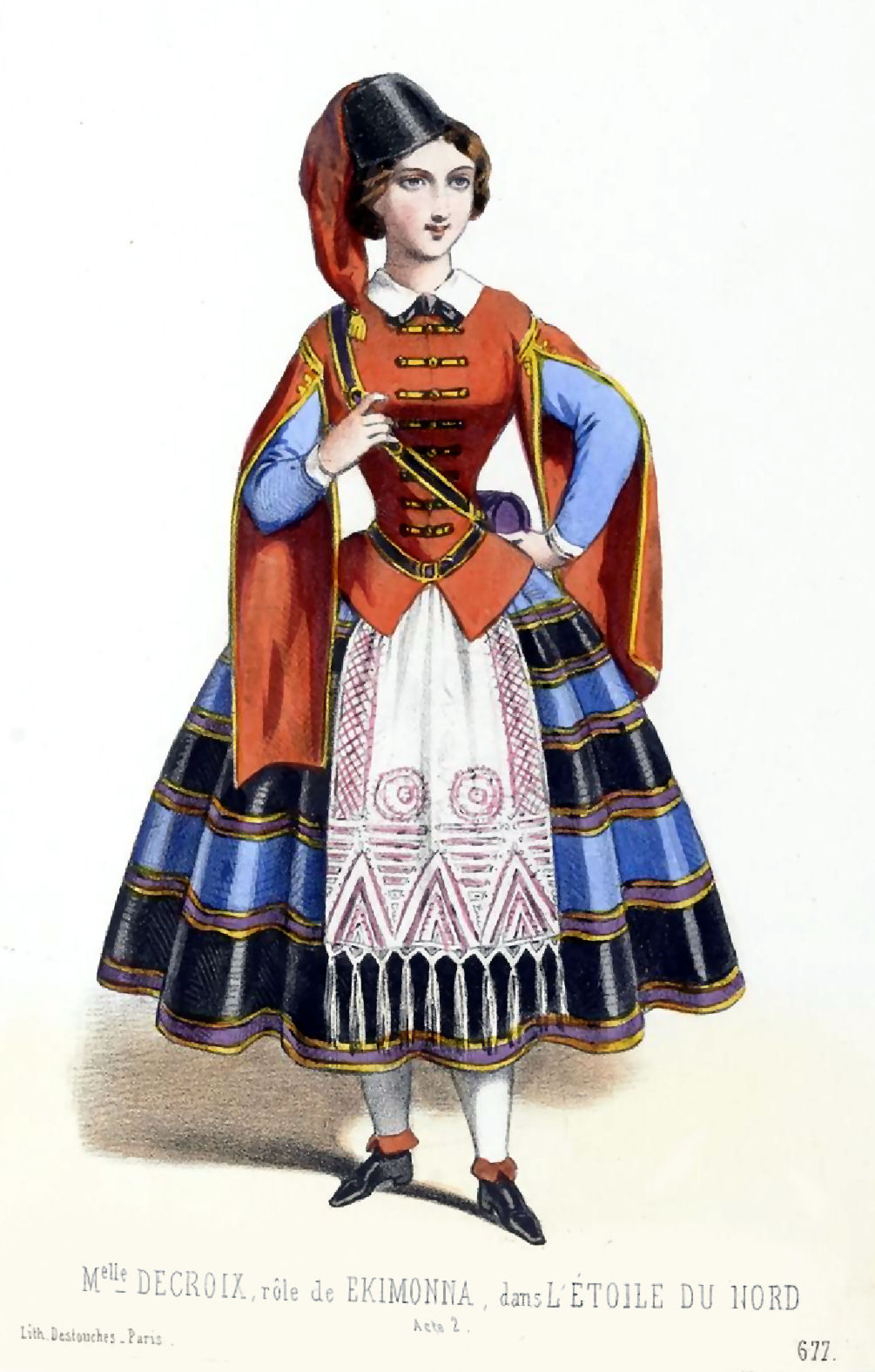
Marguerite Decroix som en vivandière i originaluppsättningen

Repetitionerna började den 13 september 1853. Trots svårigheter relaterade till de växande politiska spänningarna mellan Frankrike och Ryssland (som kulminerade i Krimkriget) och Meyerbeers oro över sin mors hälsotillstånd, ägde premiären rum den 16 februari 1854  i närvaro av Napoleon III och hela den kejserliga familjen, men också Verdi. Operan blev åter igen en stor framgång för Meyerbeer och hans librettist. På ett år uppfördes verket 100 gånger i Paris. Fyra år efter premiären i Paris hade L'Étoile du Nord spelats i fler än 60 europeiska städer och framförts över hela världen.
Meyerbeer dirigerade själv premiären i Dresden i slutet av januari 1855 med Jenny Ney i den kvinnliga huvudrollen. Till uppsättningen komponerade Meyerbeer ytterligare två stycken för den berömda tenoren Josef Tichatschek, som spelade rollen som Danilowitz: den komiska polonäsen i första akten och ett ömt arioso i den tredje. Texterna skrevs på tyska av sångaren och librettisten Johann Christoph Grünbaum och översattes sedan till franska i april 1855 av Mornais. Eftersom formatet på opéra-comique med dess följd av sjungna scener och talade dialoger inte tycktes honom vara det mest lämpade för en internationell karriär, komponerade Meyerbeer recitativ för den italienska versionen som framfördes på Covent Garden i London i april-maj 1855, recitativ som senare översattes till tyska av Grünbaum (mars 1857). Meyerbeer komponerade också nya verser (skrivna av Rellstab) för den berömda basen Luigi Lablache när den senare tog över rollen som kosacken Gritzenko.
Verket spelades snart i alla stora operahus i Europa, Nordafrika och Amerika. Max Maretzek Italian Opera Company satte upp verket till USA-premiären den 24 september 1856 på Academy of Music in New York City. Operan förblev på repertoaren under hela 1800-talet, men försvann nästan helt i början av 1900-talet. Två stora koloraturarior – bönen och barcarollen i akt 1 samt sången med två flöjter i akt 3 – framfördes dock av berömda primadonnor som Amelita Galli-Curci och Luisa Tetrazzini.
På senare år har operan framförts på nytt: 1975 av Opera Rara, 1996 i Wexford (med Elizabeth Futral som Cathérine) och 2017 av Kokkola Opera i Karleby och Helsingfors.
Svensk premiär den 2 december 1881 på det Gustavianska operahuset i Stockholm.

## Personer

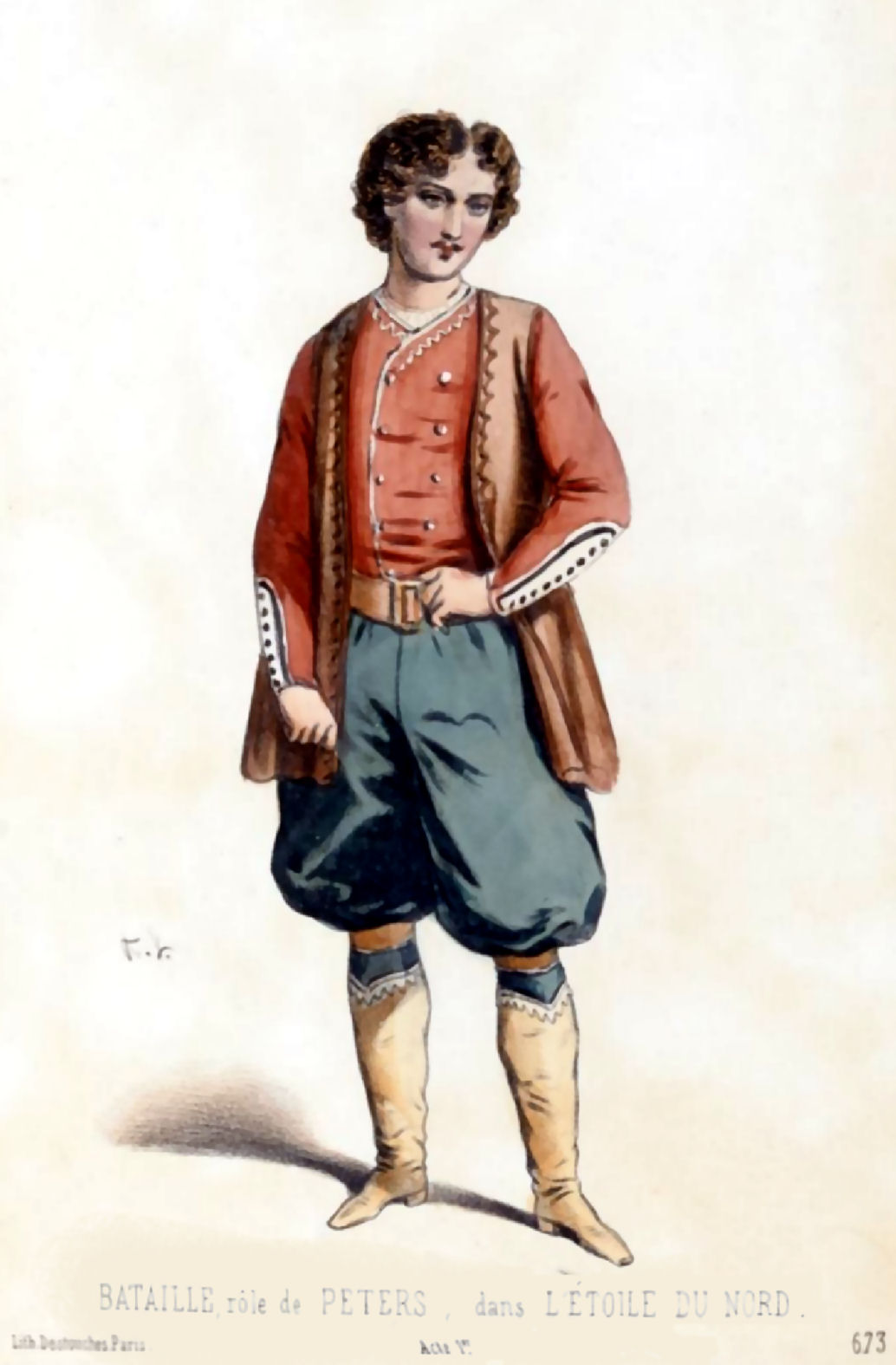
Charles-Amable Battaille som Peters Michaeloff

| Roller                                   | Röstläge    | Premiärbesättning 16 februari 1854 (Dirigent: Théophile Tilmant) | Svensk premiär 2 december 1881 (Dirigent: Joseph Dente) |
| ---------------------------------------- | ----------- | ---------------------------------------------------------------- | ------------------------------------------------------- |
| Catherine, Georges syster                | sopran      | Caroline Vandenheuvel-Duprez                                     | Selma Ek                                                |
| Danilowitz, bagare                       | tenor       | Toussaint-Eugène-Ernest Mocker                                   | Jean Rudolf Sellman                                     |
| Ékimona                                  | mezzosopran | Marguerite Decroix                                               | Augusta Öhrström-Renard                                 |
| Georges Skawronski, snickare             | tenor       | Pierre-Victor Jourdan                                            | G. Henrikson                                            |
| Gritzenko, kalmucker                     | baryton     | Léonard Hermann-Léon                                             | Per Janzon                                              |
| Nathalie                                 | sopran      | Marie-Charlotte Lemercier                                        | Anna Karlsohn                                           |
| Péters Michaeloff (Peter den store)      | bas         | Charles-Amable Battaille                                         | Anders Willman                                          |
| Prascovia, Georges fästmö                | sopran      | Constance-Caroline Faure-Lefèbvre                                | Dina Edling                                             |
| Överste Tchérémétoff (Boris Sjeremetev)  | baryton     | Charles François Duvernoy                                        | Harald Torsslow                                         |
| Reynolds, värdshusvärd                   | bas         | Nathan                                                           | Hjalmar Håkansson                                       |
| General Yermoloff                        | baryton     | Léon Carvalho                                                    | Rudolf Sewon                                            |
| Ismaïloff, kosack                        | tenor       | Riquier-Delaunay                                                 | Robert Ohlsson                                          |
| Soldater, bybor, rekryter, skeppsbyggare |             |                                                                  |                                                         |

## Handling
Akt 1

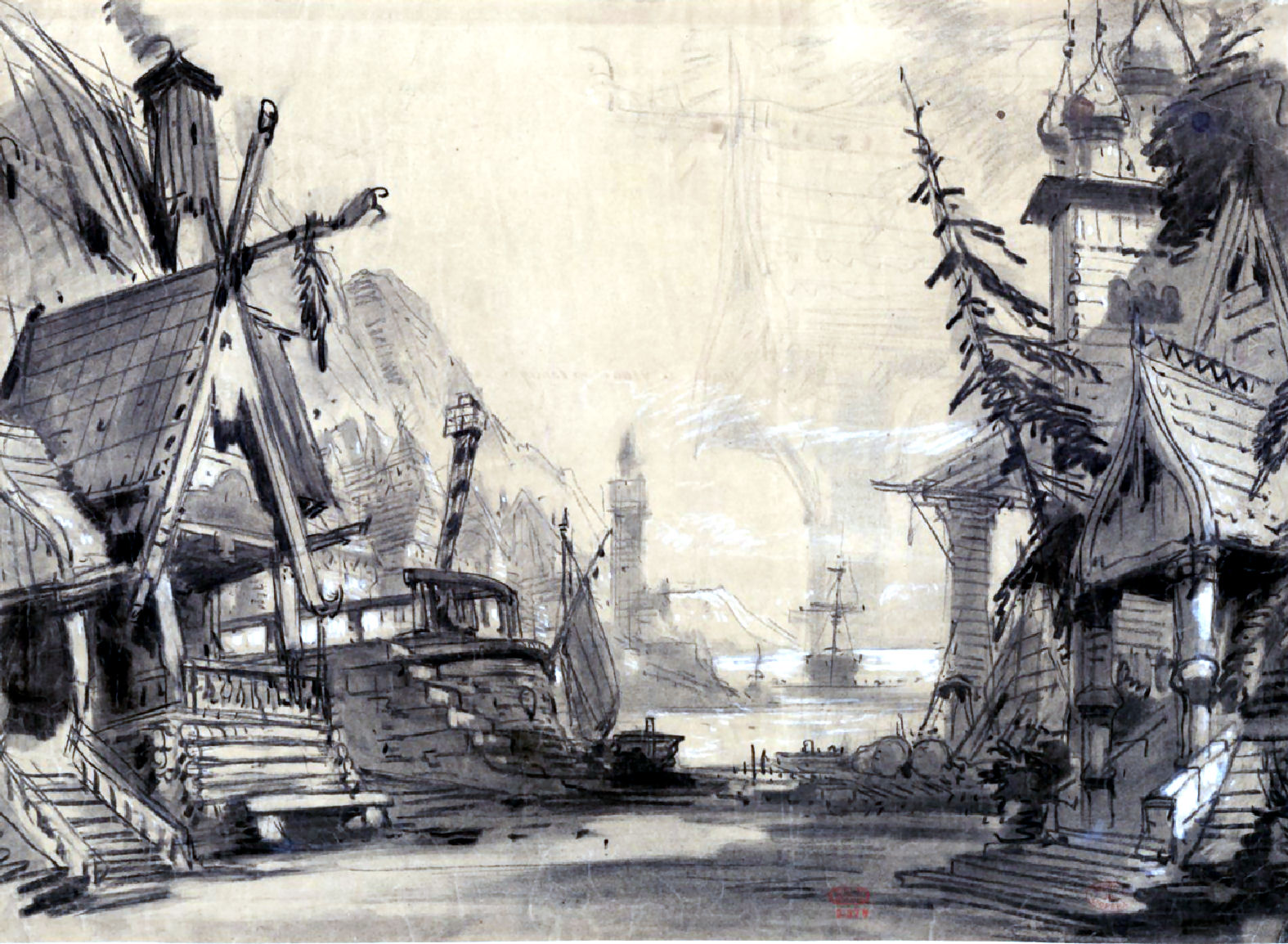
Dekor till akt 1 utförd av Charles Cambon

Ett bytorg i närheten av Vyborg vid stranden av finska viken. Till vänster Georges Skawronskis rustika hus med en trappa. Till höger ingången till kyrkan. I bakgrunden klippor och horisonten över finska viken.
Skeppssnickrarna har rast från arbetet och avnjuter sin lunchrast alltmedan den ryske bagaren Danilowitz säljer sina pajer. Bland snickrarna finns Peter den store av Ryssland förklädd som den enkle Peters Michaeloff. Den vackra Catherine, som vanligtvis serverar arbetarna, är inte där och snickarna retar Peters för att vara kär i henne, vilket stör honom. Snickarna utbringar en skål för Karl XII av Sverige, Rysslands fiende, vilket förargar de två ryssarna Danilowitz och Peters, men klockan klämtar för snickarna att återvända till arbetet och en förmodad hemsk scen avvärjs.
När Peters blir ensam berättar han för Danilowitz att han verkligen är kär i den vackra Catherine. Liksom hennes bror Georges har han även lärt sig att spela hennes favoritmelodi på flöjt för att glädja henne. De två ryssarna bestämmer sig för tillsammans återvända till sitt land. Då hörs Georges spela Catherines melodi på flöjt när han kommer in åtföljd av Catherine, som säger till brodern att Prascovia, som han älskar, nu kan bli hans eftersom hon har fått Georges tillstånd att gifta sig. Catherine berättar för Peters att hennes moder vid dödsbädden siade att Catherines liv skulle styras av Nordstjärnan; hon skulle möta en stor man och få en lysande framtid. Catherine var först imponerad av Peters och trodde han hade något stort och imponerande i sig, men är nu inte lika säger. Hon är besviken över hans dryckesvanor vilket irriterar honom.
Prascovia rysar in med nyheten att kosackerna har anlänt och plundrar byn. Catherine lyckas avväpna kosackledaren Gritzenko och hans män genom att klä ut sig till zigenerska, spå deras framtid och leda dem in i sång och dans. Hon förutspår att Gritzenko ska bli korpral.
Peters och Catherine förklarar varandra sin kärlek och utbyter ringar. Georges och Prascovia återvänder bekymrade då Georges har tvingats ta värvning hos kosackerna. Catherine säger till dem att inte oroa sig och ber för deras lycka (Prière: "Veille sur eux toujours"). Deras bröllop äger rum alltmedan Catherine, förklädd som kosack, tar broderns plats och stiger ner i den pråm som för de nya rekryterna iväg (Barcarolle : "Vaisseau que le flot balance").
Akt 2
Ett ryskt militärläger
Vivandièren Nathalie och Ékimona sjunger och dansar för de ryska soldaterna medan de dricker. Catherine befinner sig i lägret utklädd till sin bror Georges. Gritzenko, nu korpral, har kommit över ett brev som han ber "Georges" att läsa för honom eftersom han själv är analfabet. Brevet beskriver en konspiratio mor tsaren. Den revolutionära stämningen förhöjs då general Yermoloff kommer in och meddelar att hädanefter kommer knutpiska användas för att bestraffa soldaterna.
Ett tält har rests för att tjäna som huvudkvarter för de nyligen anlända Peters och Danilowitz. Catherine upprörs över Peters häftiga drickande och flirtande med de två vivandièrena. Hon försöker sätta stopp för det men Peters ger order att "han", som han tror, ska föras bort och skjutas. Det är först när hon har försvunnit som Peters inser att det är den förklädda Catherine som han har beordrat att avrättas. Hon har lämnat tillbaka ringen med ett brev som avslöjar komplotten mot tsaren. Gritzenko kommer in med nyheten att "Georges" lyckades fly från exekutionspatrullen genom att simma över floden. Peters avslöjar att han egentligen är tsaren och krossar upproret. Medan stora skaror av militärorkestrar anländer (Marche sacrée) förklarar alla sin trohet gentemot honom.
Akt 3
En rikt utsmyckad våning i tsarens palats. Till vänster en dörr till trädgården. Till höger en dörr till palatsgemaken. I bakgrunden ett stort fönster mot parken.
Peter, nu som den rättmätige tsaren, saknar sitt liv som en enkel snickare och Catherine, flickan som han älskar (Romance: "Ô jours heureux de joie et de misère ".) Han har bjudit in snickarna som han kände i Finland att komma och besöka honom. Danilowitz försäkrar Peter att Catherine fortfarande lever och ger sig ut för att finna henne.
Gritzenko kommer in med nyheten att snickarna har anlänt. Georges och Prascovia befinner sig bland dem och befarar att Georges ska avrättas som desertör.
Danilowitz återvänder - han har funnit Catherine, men flickan som trodde att Peter inte längre älskade henne har blivit galen. Peter vet dock hur han ska få henne frisk igen - han hämtar sin flöjt och spelar hennes favoritmelodi (Air med två flöjter:" La, la, la, air chéri"). Hon återfår förståndet och inser att mannen som hon älskar är Tsar över Ryssland och hon hyllas som den nya kejsarinnan.

## Analys
Scribes bearbetning av sitt libretto till Ein Feldlager i Schlesien är på det hela taget mycket mer framgångsrik än det första försöket i denna riktning som ledde till Vielka, även om det kan tyckas märkligt att se tsar Peter den store börja spela flöjt, som Fredrik den store gjorde.
Från det första librettot tog Scribe upp motsättningen mellan bybornas fredliga liv å ena sidan och maktens brutalitet och krigets konsekvenser å andra sidan. Om den första akten börjar med den enkla glädjen hos invånarna i en liten hamn i Finska viken, vilka förbereder äktenskapet mellan Catherines bror med den han älskar, uppstår kriget ganska snabbt med kosackattacken och sedan med den obligatoriska värnplikten och unga mäns avgång till armén. Den andra akten är helt ägnad åt de gemensamma förberedelserna för en strid och en kupp mot tsaren: den senare visas inte upp i ett särskilt gynnsamt ljus (han tänker bara på att dricka och flirta med två unga kvinnor som han träffade i lägret), liksom hans motståndare, som är redo att överlämna sitt land till fienderna för att erövra makten. Den enda positiva karaktären förblir Catherine som dock får betala dyrt: hon döms till att skjutas, skadas när hon försöker fly och förlorar slutligen sitt förstånd. Medan den tredje akten verkar äga rum i ett fredligare klimat, döljs inte tsarens utbrott av ilska och de ibland dödliga konsekvenserna för hans undersåtar och illustrerar farorna med autokratisk makt. För att få Catherine tillbaka till sina sinnens fulla bruk måste de få henne att återuppleva de enkla glädjeämnen som var hennes i början av första akten.

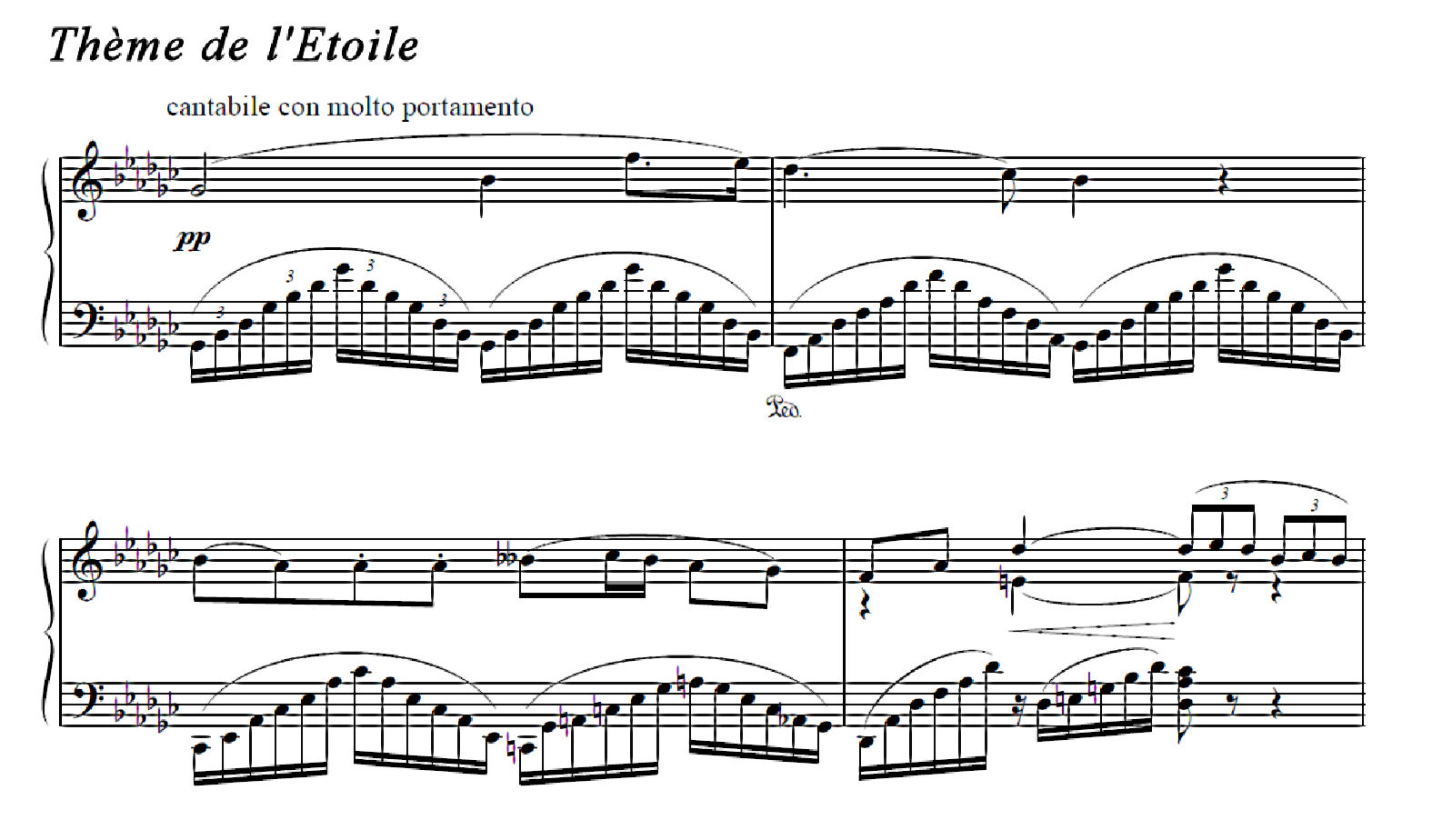
Stjärnans tema.

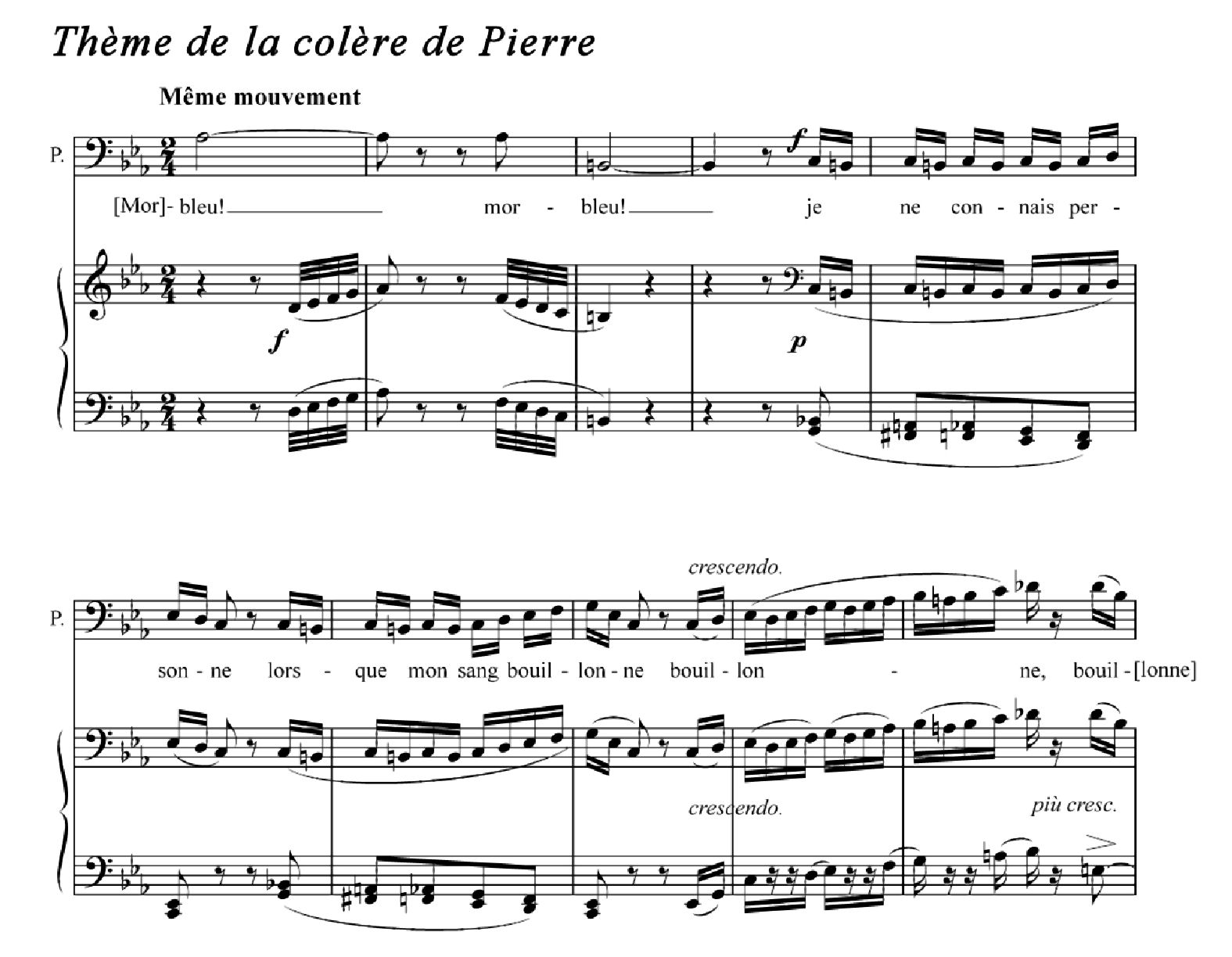
Temat för Peters vrede.

Till detta motstånd lägger Scribe teman för förklädnad och räddning, ofta förekommande i Meyerbeers italienska operor. Catherine räddar därmed sin by från kosackattacken i första akten genom att maskera sig som bohem. Sedan tar hon sin brors plats för att rädda honom från värnplikten. I andra akten, fortfarande förklädd till man, räddar hon både tsarens liv och krona genom att avslöja för honom namnen på kuppmakarna och detaljerna i kuppen. Under tiden fortsätter Peter att dölja sig, som en blygsam snickare i första akten eller som kapten för den tsaristiska armén i den andra.
Till skillnad från Catherine räddar han dock ingen (utom sig själv i andra akten) och motiven för hans förklädnader är begränsade till spionage. Han blir inte sig själv igen förrän i början av tredje akten, även om han tvingas ta över snickardräkten för några ögonblick för att hjälpa Catherine att återfå sitt förstånd. Det är först i slutet av operan som Peter och Catherine är sig själva inför varandra utan att behöva dölja sin sanna identitet.
Den dramatiska spänningen är därför konstant mellan krig och fred, byborna och de härskande sfärerna, förvecklingar av de två huvudpersonerna vars existens skulle äventyras om deras sanna identitet avslöjades. Det förstärks musikaliskt av Meyerbeer som i sin tur använder stilen hos den komiska operan och den mer grandiosa stilen i grand opéra. Således tillhör många körer, arior och duetter helt klart den första lätta och lekfulla ådra medan ensemblerna (kvintett, sextett), några körer, finalen i andra akten (med den spektakulära apoteosen av tre teman, en helig marsch och en fanfar tolkad av tre olika orkestrar) och galenskapsscenen tydligt lutar mot den andra. Enligt Letellier framträder motståndet mellan två musikaliska teman: stjärnans tema, ett sant ledmotiv för operan som introduceras när Catherine framkallar profetian om sin avlidna mor som lovar henne ett härligt öde; och Peters vrede. Om den första hänvisar till den pastorala aspekten i librettot (med teman som barndom, oskuld, moderskärlek, bybornas fredliga liv och öde), hänvisar den andra till de mörkare aspekterna av historien (passioner, våld, instabilitet, krig, förstörelse och död).
Trots dessa dramatiska och musikaliska motsättningar utnyttjar Meyerbeer i stor utsträckning en komisk ådra som knappast var känd för honom. Enligt Kaminski är bevis på detta "duetten mellan Catherine och Prascovia i första akten, dryckesscenen i den andra, där en nästan rossinsk absurditet manifesterar sig, eller den utmärkta trion mellan Peter, Danilowitz och Gritzenko i tredje akten". 
Coudroy-Saghai understryker orkestreringens "ovanliga lyx" och påminner om att vissa stycken starkt imponerade på kritikerna vid premiären, såsom den bohemiska sången, barcarollen i slutet av första akten åtföljd av harporna, Peters romans i den sista akten som understöds av dämpade fioler eller sången där Catherine sjunger med två flöjter.